# Blåmes
Blåmes (Cyanistes caeruleus) är en fågelart inom ordningen tättingar i familjen mesar. Den lilla fågeln är med sin blågula fjäderdräkt rätt enkel att känna igen och mycket vanlig i stora delar av Europa. Blåmesens habitat är löv- och blandskog, men den återfinns också i parker och trädgårdar. Utöver Europa förekommer den i angränsande delar av Asien. Populationen i Nordafrika och på Kanarieöarna har tidigare kategoriserats som en underart till blåmesen, men betraktas idag oftast som den egna arten koboltmes.
Blåmesen föredrar animalisk föda, framför allt insekter och spindlar. Utanför häckningsperioden ökar betydelsen av frön och annan vegetabilisk föda. Blåmesen är påfallande skicklig i sitt sökande efter föda. Den kan klamra sig fast vid de yttersta grenarna på träd och även hänga upp och ner när den söker föda. Blåmesar häckar oftast i trädhål, men även fågelholkar. Huvudkonkurrent om häckningshål och vid födosök är den betydligt större talgoxen.

## Systematik
Blåmesen är en tätting som tillhör familjen mesar. Tidigare placerades den i det stora släktet Parus, men numera delas detta släkte upp i ett antal släkten och blåmesen placeras i släktet Cyanistes. Den har därför det vetenskapliga namnet Cyanistes caeruleus.
Blåmesen är nära besläktad med azurmesen som har sin utbredning öster om blåmesen. Dessa båda arter hybridiserar i Europeiska Ryssland där de båda taxonen möts. Denna hybridform kallas C. pleskii och det finns indikationer på att den var mycket vanligare förr.
Vissa auktoriteter delade tidigare upp blåmesen i så mycket som ett femtontal underarter. 2003 meddelade SOF att arten blåmes skulle delas upp i två arter på grund av skillnader i morfologi, läte och genetiska data. De två arterna är blåmes med nio underarter som häckar i Europa och västra Asien, och koboltmes som häckar på Kanarieöarna och i nordvästra Afrika. Med denna uppdelning utgör blåmesen en systerart till azurmesen, och dessa båda bildar tillsammans en systergrupp till koboltmesen.
Se vidare Underarternas utbredning och morfologiska olikheter.

## Utseende

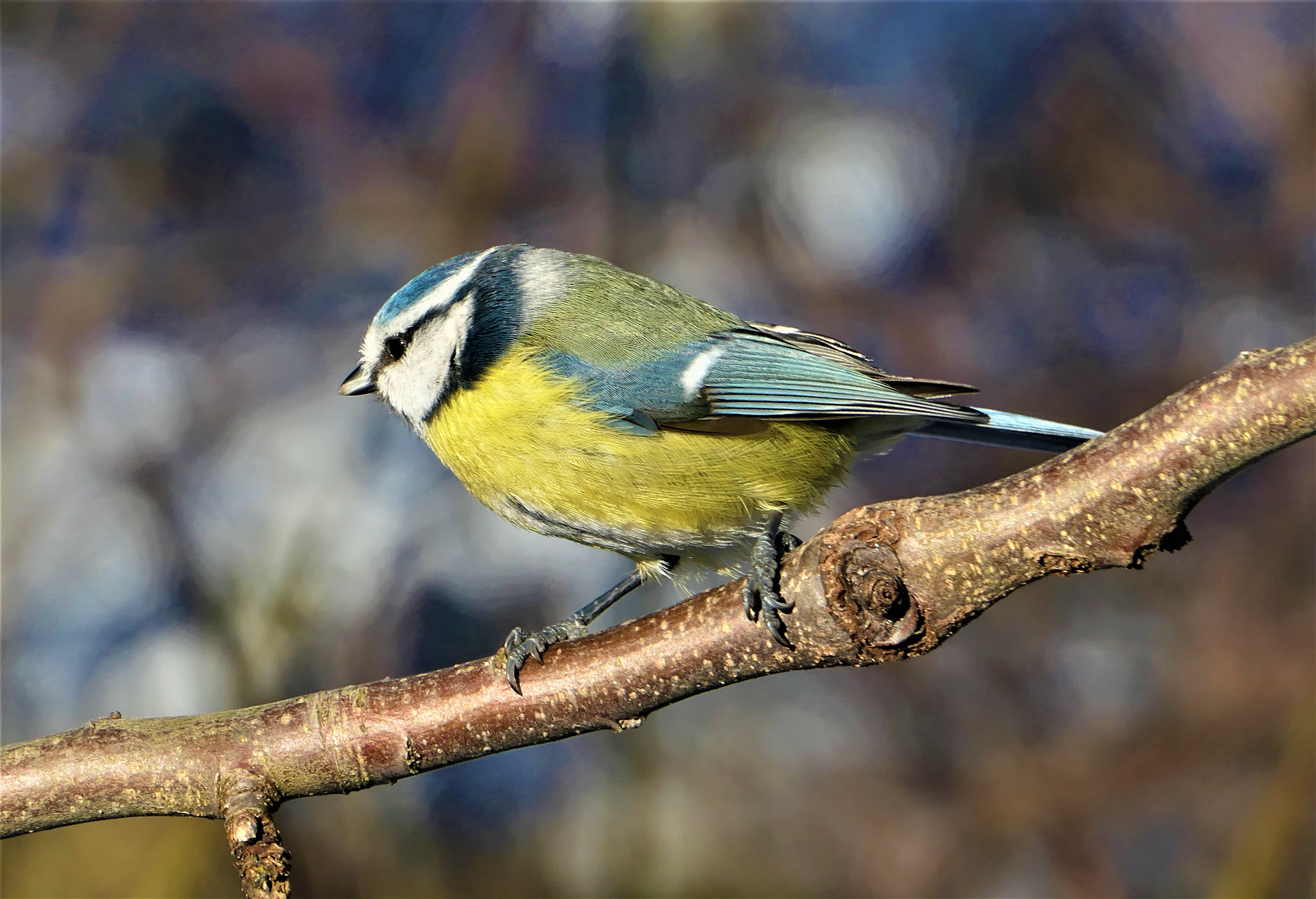
Adult blåmes

Blåmesen är en liten mes med ett runt huvud som liksom sitter nedtryckt på kroppen så att den ger ett halslöst intryck. Den är mellan 10,5 och 12 cm lång, har ett vingspann på 18 till 20 cm och väger cirka 11 gram. Den är betydligt mindre än talgoxen. De ljusblå delarna av fjäderdräkten på huvudet och ovansidan förekommer inte hos någon annan tätting i Mellaneuropa vilket gör den rätt enkel att artbestämma. Dess bröst, buk och undergump är ljusgul. Den har en mörkblå ögonmask och hjässan är blå. Fjädrarna i hjässområdet kan resas till en låg, trubbig tofs. Den har en mörkblå krage som sträcker sig runt hela huvudet. Den mörkt hornbruna näbben är jämfört med de besläktade arternas kort och hög. Regnbågshinnan är brun, fötterna är mörkt blågrå och klorna grå. Den adulta fågeln har vita kinder och vitt ovanför ögonmasken medan juvenilen, på dessa ställen, är färgad i ljusgult. 

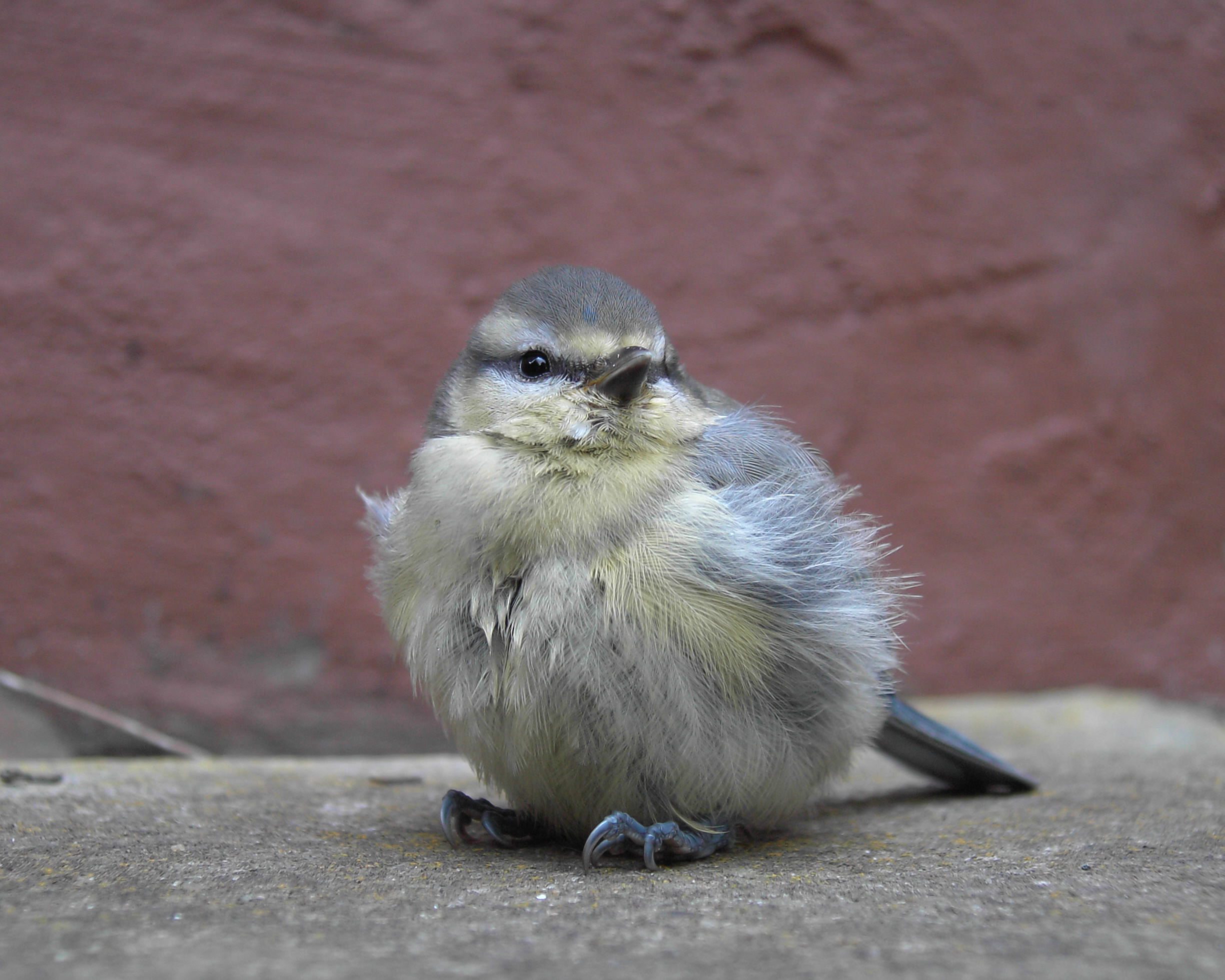
Äldre juvenil.

Fjäderdräkten hos nominatformen av blåmes har ett mycket typiskt mönster, som genom frånvaron av svarta fjäderpartier tycks mindre kontrastrikt än hos de övriga underarterna. Pannan är vit från näbbroten till främre ögonvrån och övergår på ovansidan i den karakteristiska ljusblå hättan. Från näbbroten sträcker sig ett smalt, svart ögonbrynsstreck till det mörkblå nackbandet, som avgränsas från den ljusblå hjässan av ett vitt streck. De likaså vita kinderna avgränsas framtill av en svart strupfläck och åt bröstet av en svartblå halsring.  

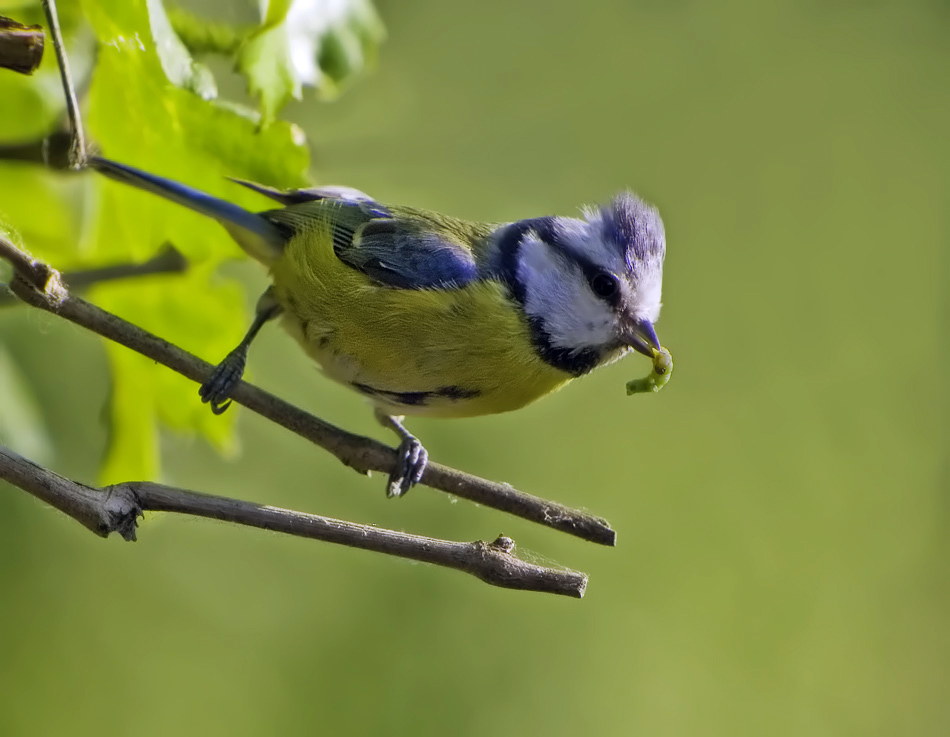
Yngre blåmes med föda i näbben

Ryggen och axlarna är dovt grönaktiga, där färgtonen varierar mellan de olika underarterna. Övergumpen är gråblå. De ljusblå stjärtfjädrarna är vid fjäderspolen i regel mycket mörka och har delvis en vit kant eller rand. Bröst, sidor och buksidor är lysande gula, men fjäderfärgningen kan variera mycket starkt mellan individer. På mitten av undersidan finns ett svart längsstreck, som dock ibland kan vara täckt av de omgivande gula fjädrarna. Vingarna är på ovansidan blå med ett vitt vingband, medan de enskilda hand- och armpennorna är flerfärgade. Blåmesar med avvikande färgning är ytterst sällsynta.
Se vidare Underarternas utbredning och morfologiska olikheter.

### Ultraviolett fjäderteckning
Blåmesens fjäderdräkt påvisar ett mycket utpräglat och för det mänskliga ögat osynligt dräktmönster i det ultravioletta spektrumet. Dessa färgvariationer spelar en roll vid partnerval. Det är bevisat att många fågelarter kan observera ultraviolett ljus och hos dessa arter uppvisar fjäderdräkten ofta ett reflektionsmaximum i det ultravioletta området. Det är dock en egenhet för blåmesar att de uppvisar en sorts "kodad" könsdimorfism, då könen är tydligt urskiljbara i ljusets ultravioletta spektrum i motsats till i det för människor synliga området. Läs mer: Fåglars syn

### Ruggning

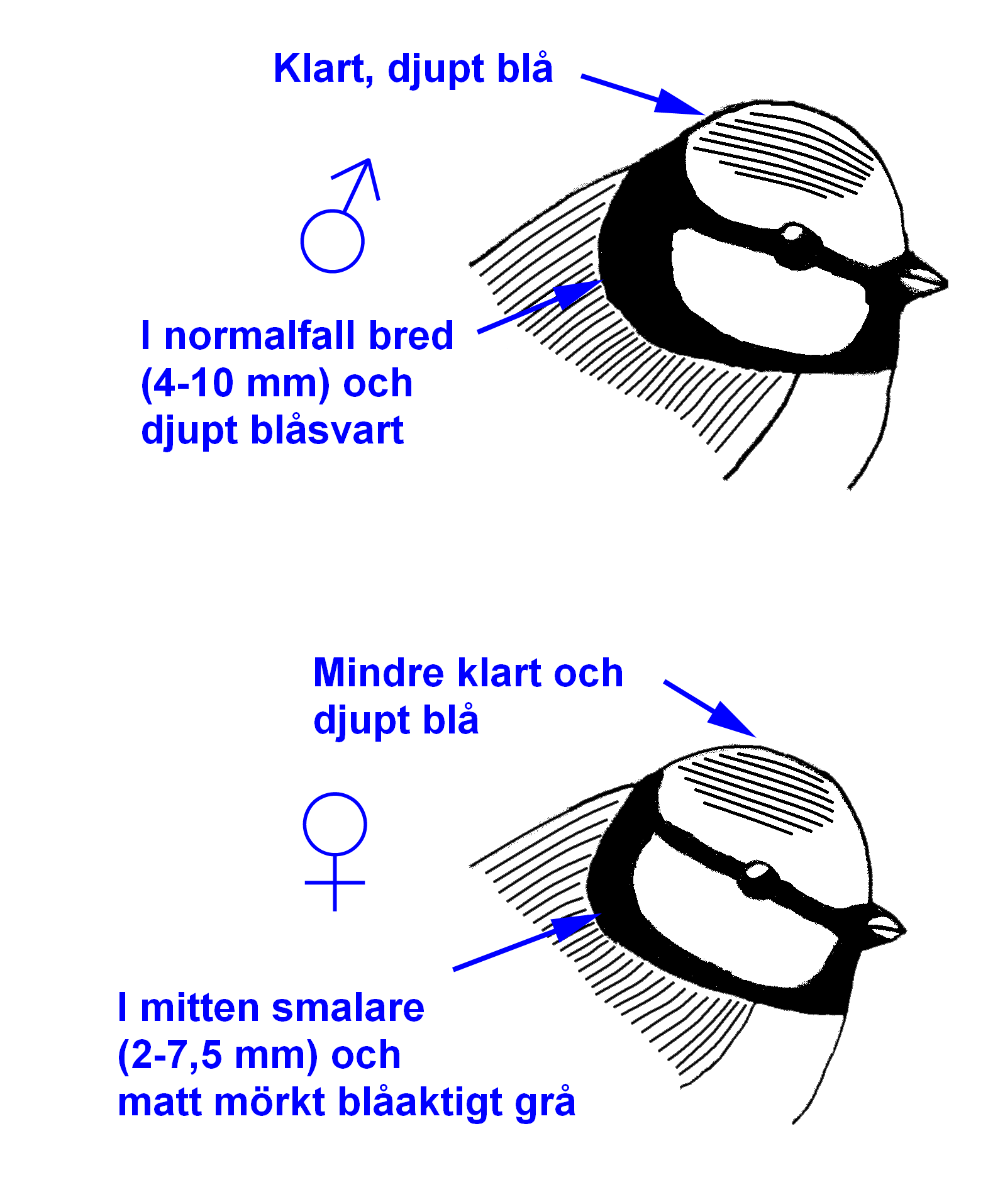
Sekundära könskännetecken i befjädringen, ovan hane, undertill hona

Juvenilen känns igen fram tills på hösten av sitt första kalenderår på den blekgula färgningen i huvudtrakten. Den postjuvenila ruggningen äger rum från mitten av juli till slutet av oktober och huvudfjädrarna ruggas först vid slutet av denna ruggning. Denna postjuvenila ruggning är partiell, det vill säga att vissa fjäderpartier inte ruggas. Detta resulterar i sin tur i att det går att urskilja dessa yngre individer från de adulta på den tydliga färgskillnaden mellan armpennorna, som förnyats under ruggningen, och handpennorna, som behålls. De nya armtäckarna visar därvid samma typiska blåfärgning, medan handtäckarna är mer grönaktiga.
De adulta fåglarna ruggar fullständigt en gång om året vilket i genomsnitt inträffar sex veckor före juvenilernas ruggning. Ruggningen påbörjas ofta när föräldrarna fortfarande är i fasen av uppfödningen av ungarna. Ruggningen tar 115 till 120 dagar, vilket för en fågel av denna storlek är ovanligt länge. Ruggningsschemat liknar det hos de flesta andra tättingarna.

### Könsbestämning
Könen är lika men det förekommer en subtil könsdimorfism, men inte alla individer kan entydigt bestämmas efter dessa. De kännetecken i fjäderdräkt som ger mest hjälp för att skilja könen åt är bredden och färgningen på halsbandet och färgintensiteten på den blå hjässan (se bild). Dessutom har hanen mer vitt på panna, vingband och stjärtfjädrar. Däremot är könen tydligt urskiljbara i ljusets ultravioletta spektrum. Se ovan.

### Mått och vikt
I genomsnitt är hanar större än honor, men det finns ett överlappningsområde. De olika underarterna uppvisar ansenliga storleksskillnader, vilket visar sig vid jämförelse av vingspann. Fåglarna från västra, centrala och norra Europa är i genomsnitt större än sina släktingar i Medelhavsområdet. Även inom nominatformen avtar vingspannet från nordost till sydväst. I riktning mot sydost finns däremot en tendens till längre vingar, framför allt hos underarterna i Mellanöstern. Hos nominatformen ligger vinglängden hos hanen mellan 65 och 71 millimeter, och hos honan mellan 62 och 67 millimeter. Stjärtens längd uppgår i genomsnitt till 51,5 millimeter hos hanar, hos honor 49,6 millimeter.
I genomsnitt är hanar tyngre än honor. Blåmesarnas vikt genomgår kraftiga årstidsvisa skiftningar. Den når sitt maximum under tidig vinter, hos honor kort före äggläggningen, som är den enda tidpunkt då de är tyngre än hanar. Om tillgången på näring är tillräcklig är vikten högst under stränga vintrar. Djur från Skandinavien väger mer än centraleuropeiska. I Finland är medianvikten 12,1 gram för hanar och 11,4  för honor, medan den i östra Tyskland är 11,5 respektive 11,0 gram.

## Läte
Blåmesens typiska revirsång börjar med två till tre höga (runt 8 kHz), mycket lika läten som ofta transkriberas med "sisi" eller "sisisi". På dessa följer en drill i något djupare tonläge, som består av 5 till 15, i undantagsfall ända upp till 25 kortare element. Dessa strofdelar är i jämförelse med dem hos andra mesar ganska likformiga. Den finns dock också en strofform som kan förväxlas med talgoxens sång. Mellan inledningen och drillen inskjuts ibland en mellandel, som består av små men mycket variabla element. Ibland uppradas dessa strofer, som består av två eller tre fraser, omedelbart på varandra. Den avslutande ljudraden förkortas då ofta.
En hane förfogar över tre till åtta olika sådana stroftyper. Även honor framför ibland revirsång, möjligen då de invecklas i territoriella konflikter. Den typiska drillen vid slutet av strofen förekommer mer sällan hos fåglarna i Medelhavsområdet. Detta hänger uppenbarligen samman med att det där i motsats till i Nord- och Mellaneuropa inte finns någon så stark konkurrenssituation med talgoxen. Hos de nordligare blåmesarna tycks drillen behövas för att avgränsa sången från talgoxens, då det har kunnat visas experimentellt att talgoxar reagerar lika starkt på blåmessång utan drillar som på den egna artens sång..
Bland blåmesens läten är två olika typer av varningsläten mycket betydande, som kan särskiljas tydligt. Varningslätet vid flygande predatorer är ett mycket högt, långt utdraget "ii". Detta varningsläte är mycket likt det som yttras av andra tättingar i en jämförbar situation och förstås även över artgränser. Ett annat viktigt läte hos blåmesar hörs vid starkt upprördhet, vid territoriella konflikter, vid annalkande fiender på marken och vid mobbning mot sittande rovfåglar. Detta andra varningsläte visar ingen så stark överensstämmelse mellan olika arter, men uttyds troligen riktigt även av andra arter.

## Utbredning
Blåmesen finns i stora delar av Europa och västra Asien. 
Blåmesens utbredningsområde är förutom två små områden i norra och södra Iran begränsat till Västra palearktis. Den förekommer över hela Europa förutom i norr och på höga höjder i Alperna och förmodligen även i vissa bergskedjor på Balkan, men för de senare finns för många platser endast ofullständiga data. Ett fynd från april 2020 finns även från Cypern.
Blåmesen saknas på Island samt i norra delen av Skottland och på många av öarna utanför. De Yttre Hebriderna koloniserades först 1963. I Skandinavien inskränker sig utbredningen till de sydligare och mellersta landsdelarna och slättlandsregionerna, medan fjällen inte är bebodda. Utbredningsområdets nordgräns ligger i Norge ungefär vid 67° nordlig bredd, i Sverige räcker det slutna häckningsområdet i blandskogarna till ungefär 61°, vid kustområdet i en avsmalnande remsa till 65° nordlig bredd. I Finland når utbredningen norrut likaså ungefär till 65:e breddgraden, under loppet av 1900-talet har blåmesen utvidgat sin areal där betydligt åt norr. Från södra Finland sträcker sig arealens nordgräns åt sydost över Basjkirien till Uralbergens sydliga utlöpare. Arealens östgräns är komplex och sannolikt varierar den ständigt. Det är tänkbart att det förekommer en ömsesidig avhängighet med gränsen för azurmesens utbredningsområde, som expanderar allt längre åt väster.

### Underarternas utbredning och morfologiska olikheter
Blåmesen delas idag oftast upp i nio underarter.

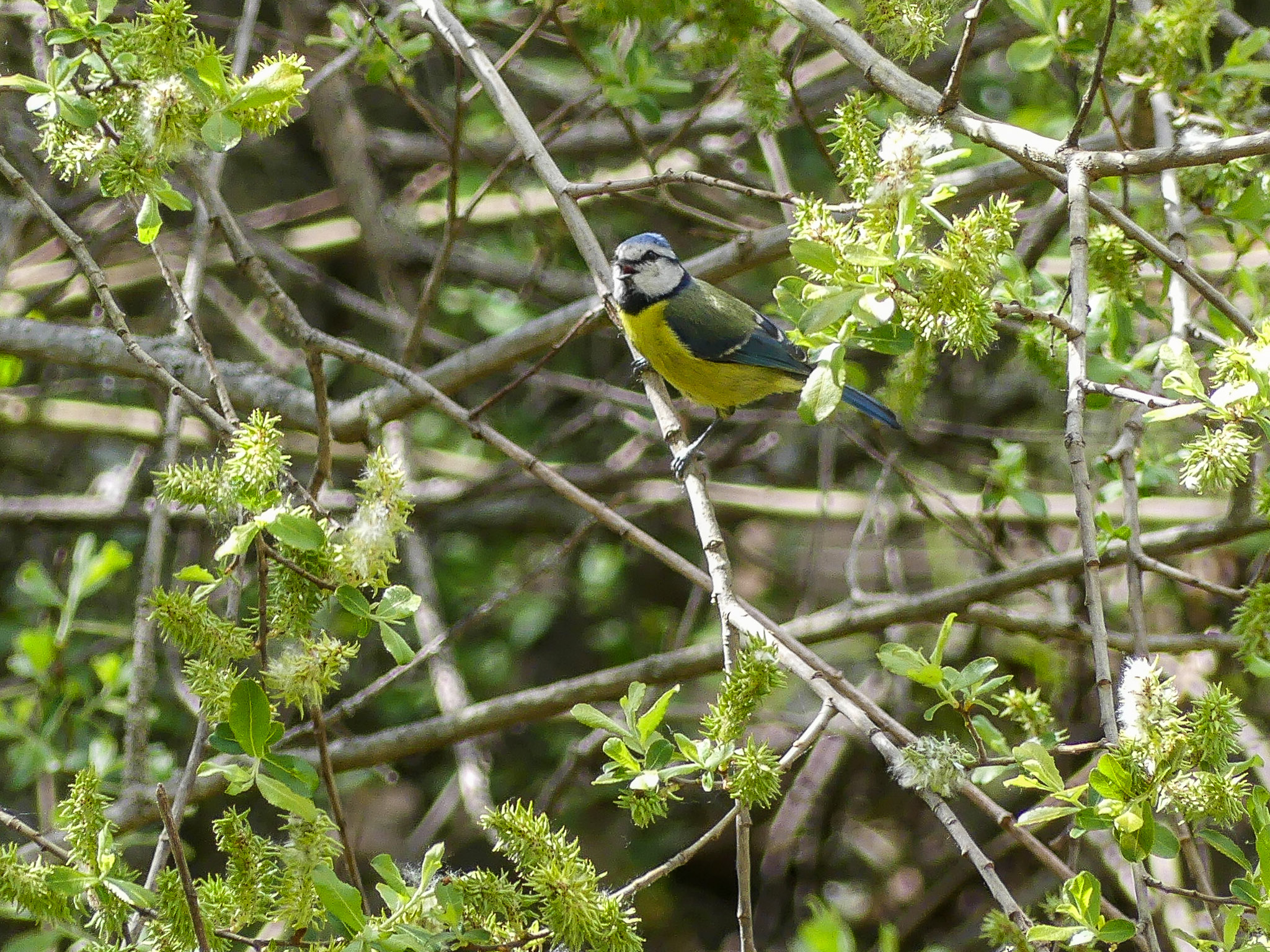
C. c. ogliastrae i Bangalore i Indien.

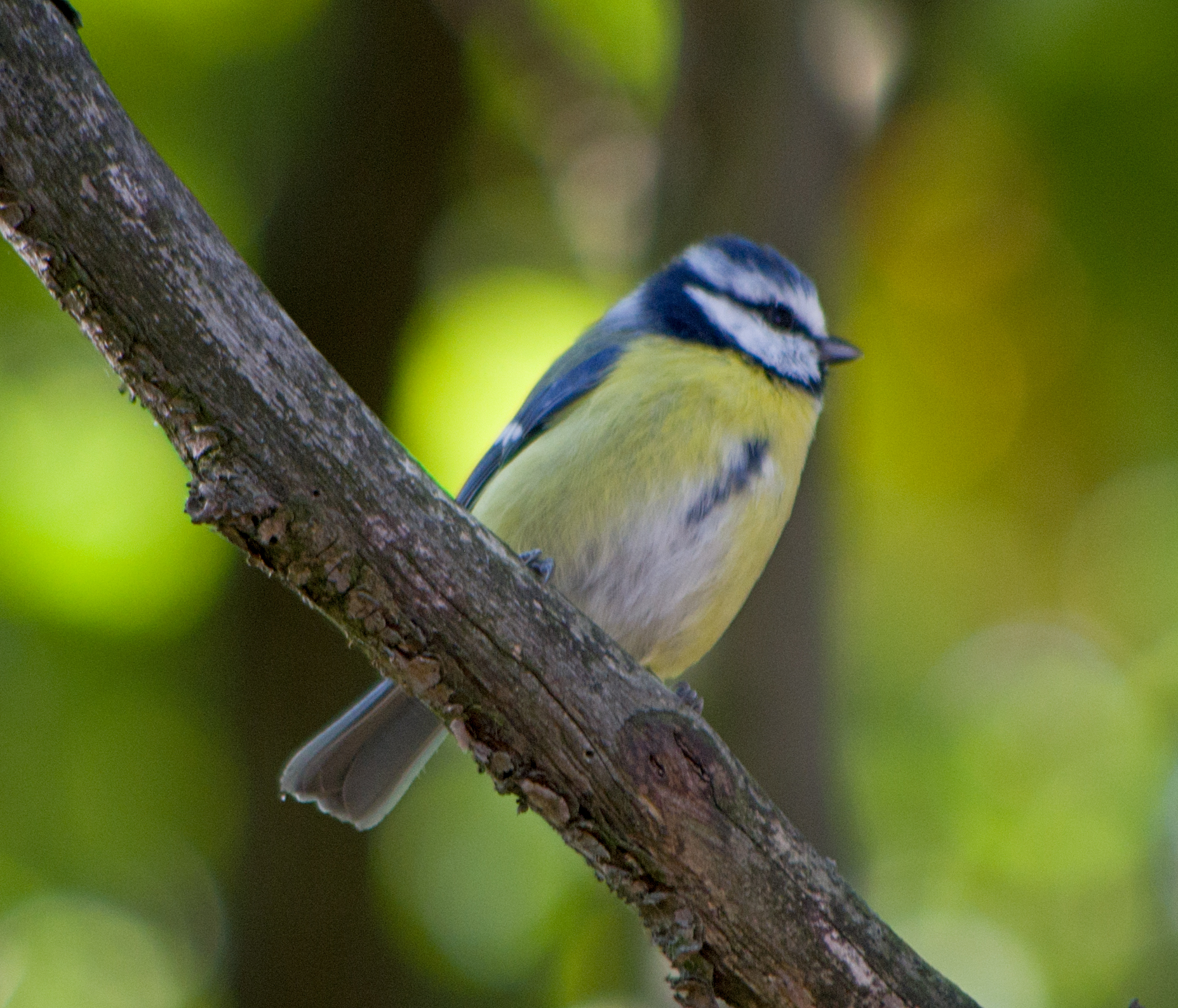
Blåmes fotograferad vid Svartahavskusten i Bulgarien.

- vanlig blåmes[20] C. c. caeruleus – nominatformen häckar i Europa så långt söderut som till norra Spanien, på Sicilien, norra Grekland, Ukraina och norra Turkiet, och österut till Uralbergen.
- C. c. obscurus (Prazák, 1894) – häckar i Storbritannien, på Irland och Kanalöarna. I västra Frankrike förekommer beblandning med nominatformen, vilket ibland tillsammans med de ringa skillnaderna gör att ställningen som underart kan tyckas tvivelaktig. Hjässan är något mörkare blå, manteln är också mörkare och går mer i grönaktigt. C. c. obscurus är i genomsnitt något mindre än nominatformen.
- C. c. ogliastrae (Hartert, 1905) – häckar i Portugal, södra Spanien, på Korsika och Sardinien. I några spanska provinser uppträder blandformer med nominatformen.  C. c. ogliastrae är mycket lik underarten på Brittiska öarna. Manteln tenderar dock mer åt blått eller grått, vingtäckarna är i regel mörkare och mer lysande blå. Påfallande är den reducerade könsdimorfismen. Honans färgning är ibland lika lysande som hanens.
- C. c. balearicus (von Jordans, 1913) – häckar på Mallorca. Denna underart skiljer sig också bara lite från nominatformen. Fjäderdräkten tycks sammantaget dovare och bukstrimman är tydligt reducerad.
- C. c. calamensis (Parrot, 1908) – häckar på Peloponnesos, Kykladerna, Rhodos och Kreta. Den är i jämförelse med nominatformen ofta mindre, men skiljer sig i fjäderkännetecknen knappt från nominatformen. Det tycks tveksamt om denna underarts status skulle hålla för en kritisk prövning.
- C. c. orientalis (Zarudny & Loudon, 1905) – häckar i sydöstra Europeiska Ryssland, från Volga till centrala och södra Uralbergen. Skillnaderna mot nominatformen består huvudsakligen av den dovare färgade ovansidan, som går mer åt grå-gulaktigt och i den ljusare gula buksidan. I genomsnitt är företrädarna för denna underart något större, men skillnaderna anses av vissa auktorer ändå inte som tillräckliga för en avskiljning från nominatformen.
- C. c. satunini (Zarudny, 1908) – häckar på Krimhalvön, i Kaukasus, Transkaukasien, östra Turkiet, Taurusbergen i södra Turkiet, Armenien och nordvästra Iran. Underarten visar en gradvis övergång till nominatformen. Det finns en vidsträckt blandzon, och endast fåglarna i den östligaste delen skiljer sig tydligt. På ovansidan är oliv- och gråtoner dominerande, medan buksidan är enhetligare och dovare gul.
- C. c. raddei (Zarudny, 1908) – häckar i norra Iran och sydvästra Turkmenistan. Den visar både likheter med nominatformen och med C. c. satunini. Manteln är i genomsnitt mörkare och mer blåaktig, undersidan klarare och kraftigare gul.
- C. c. persicus (Blanford, 1873) – häckar i Zagrosbergen i sydvästra Iran. Vid områdets norra gräns finns blandformer med raddei. Denna underart är i genomsnitt mindre än nominatformen och generellt blekt färgad. Ovansidan är blåaktigt gröngrå, undersidan jämförelsevis variabel.[21]

I verket Handbook of Western Palearctic Birds (Shirihai & Svensson 2018) föreslås att calamanensis synonymiseras med nominatformen och satunini med orientalis.
De taxa som häckar på Kanarieöarna och i nordvästra Afrika kategoriseras idag som en egen art, koboltmes (Cyanistes teneriffae).

### Flyttning
Blåmesen är en stannfågel eller partiell flyttfågel. Detta innebär att delar av populationen flyttar kortare sträckor, i genomsnitt 80 kilometer från häckningsområdet, säsongsvis medan andra delar av populationen stannar kvar kring häckningsområdet. De individer som genomför dessa flyttningar flyger inte mer än en mil om dagen.. De största fastställda avstånden vid de egentliga flyttningsrörelserna ligger på 1 500 kilometer. Honor deltar oftare i flyttningen, dessutom övervägande yngre och socialt lägre stående fåglar. Blåmesen har också invasionstendenser då olika många individer av populationen flyttar olika år. Det verkar vara främst nominatformen som uppvisar dessa partiella flyttningsbeteenden.
Dismigration är rätt starkt utpräglad, framför allt hos juveniler. Troheten till födelseorten tycks vara relativt ringa utpräglad, men det är omstritt om de ytterst fåtaliga återfynden av ringmärkta fåglar vid födelseplatsen beror på dismigration eller hög dödlighet. Dismigrationen sker oriktat. Honor förflyttar sig genomsnittligt längre från födelseorten än hanar. Vid en undersökning i Braunschweig fastställdes att över 90 procent av fåglarna bosatte sig på ett avstånd av mindre än 3 kilometer från födelseplatserna. Längre än 10 kilometer från födelseorten påträffades 2,9 procent av honorna och 0,7 procent av hanarna.
I centrala, östra och norra Europa existerar såväl individer som förblir långvarigt i det ärvda häckningsområdet, som sådana som visar vissa typiska kännetecken för flyttfåglar. I Storbritannien är fåglarna däremot genomgående stannfåglar. De partiella flyttfåglarna flyttar i riktning sydväst. Denna svagt utpräglade flyttning börjar i slutet av augusti, då merparten av konturfjädrarna har ruggats, och når sin höjdpunkt ungefär i slutet av september. En likaledes mycket svagt utpräglad hemflyttning äger rum mellan mars och april. 
Invasionsartade flyttningar, som de som regelbundet uppträder hos svartmesen, förekommer mer sällsynt hos blåmesen. Ibland uppträder sådana vandringsrörelser flera år efter varandra, men å andra sidan kan även nästan 20 år förflyta mellan sådana invasionsår. Som orsak förmodas milda vintrar med anslutande häckningsframgång över genomsnittet. 
Vissa populationer av blåmes genomför även årliga förflyttningar i höjdled. Fåglarna från bergsområden påträffas under tidig höst delvis i betydligt högre lägen än under häckningstiden. Grunden till detta är förmodligen det gynnsamma utbudet av föda på dessa platser under denna period. Under vintern förekommer sedan en tydlig dalflyttning. 
I allmänhet påträffas blåmesarna på vintern oftare i närheten av människan och är en vanlig gäst vid fågelmatare.

## Ekologi

### Habitat

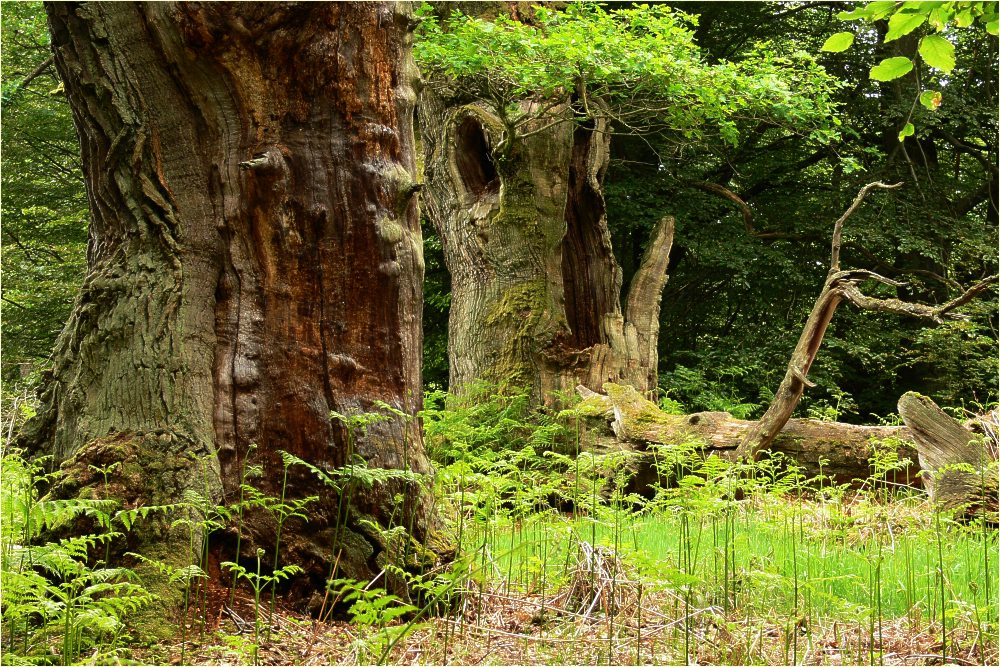
"Urskogen" Sababurg utgör en optimal biotop för blåmesar

Blåmesen förekommer i en rad olika biotoper. I Mellaneuropa förekommer högst botäthet och häckningsframgång i ekrika löv- och blandskogar. De rena ekskogarna, som är mycket sällsynta i Mellaneuropa, är trots deras ringa utbredning mycket attraktiva. Väsentligt vanligare är olika typer av blandskog med ekar och avenbokar, som också erbjuder goda levnadsbetingelser för arten, liksom även hårdträskogar med hög andel ekar. Något mindre gynnsamma är bok- och bokblandskogar, som dock också är ganska tätt bebodda. I barrblandskogar är antalet blåmesrevir starkt avhängigt förekomsten av enskilda lövträd. I rena barrskogar saknas blåmesen eller bebor bara skogsbrynen. I Alperna, från cirka 800 meters höjd, samt vid nordgränsen av utbredningsområdet i Skandinavien undviker den i stor utsträckning blandskogar som har jämförelsevis hög andel lövträd. Botätheten, för vilken man har kommit fram till ett maximalvärde på 1,85 häckande par per hektar, är i stor utsträckning oberoende av revirstorleken, som ligger mellan 0,16 och 0,84 hektar. Vid hög botäthet gränsar reviren direkt till varandra.  
Förutom i skogen förekommer blåmesen även i närheten av människor. I dessa fall bebor den olika miljöer, även sådana som är starkt påverkade av människor. Till dessa räknas halvöppna kulturlandskap med inslag av träd och häckar, fruktträdgårdar samt grönområden. Förmodligen på grund av konkurrensen från talgoxen är dock populationstätheten i områden med mänsklig bosättning mycket mindre än i skogen. Blåmesen behöver då ett större antal gamla träd än talgoxen.
Generellt är blåmesen en slättlandsfågel. I bergsområden koncentrerar sig förekomsten i stor utsträckning till dalarna. Utbredningens höjdgräns ligger väsentligt lägre på isolerade åsar än i slutna massiv: I Harz ligger gränsen vid 550 meter, i Alperna vid mellan 1 300 och 1 700 meter och i Pyrenéerna vid ungefär 1 800 meter, i Kaukasus vid 3 500 meter. Vid jämförelse mellan observationsdata från längre tid visar sig många gånger en förskjutning av höjdgränsen uppåt, vilket förmodligen måste föras tillbaka på den globala uppvärmningen och biotopförändringar som skogsdöd.
I södra Europa är biotopanspråken mindre specifika. Likaså i Mellanöstern, där blåmesarna även återfinns i barrskogar.
Utanför häckningsperioden är i princip valet av habitat mindre specifikt. Om gynnsamma födokällor finns till hands uppsöker fåglarna till och med trädfria landskap som vassruggar, betesmarker eller exponerade kustklippor.

### Häckning

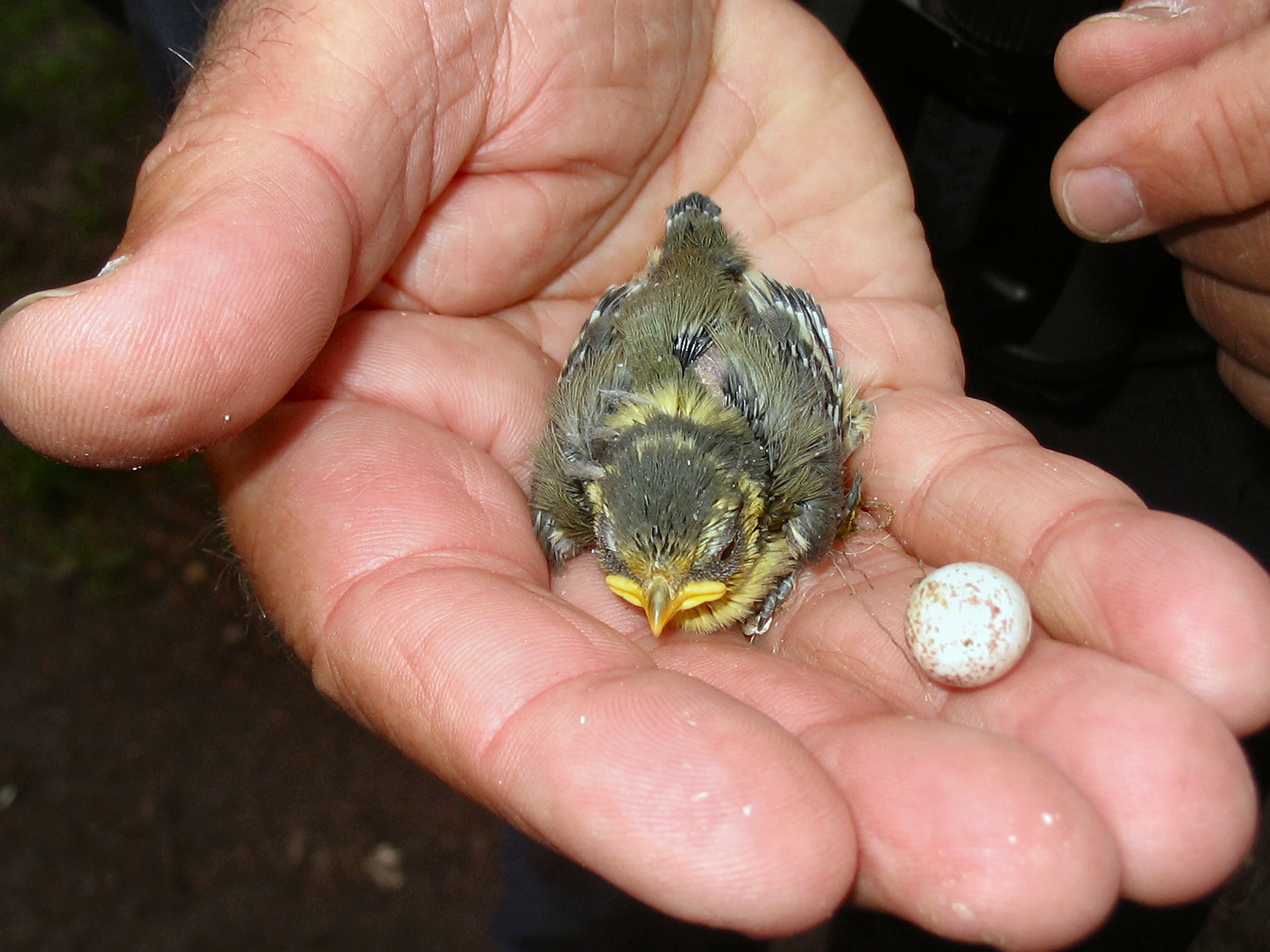
Tvåveckors unge och obefruktat ägg

Häckningsbiologin är den bäst undersökta aspekten av denna allmänt väl utforskade art. I detta sammanhang skall det beaktas att de flesta av undersökningarna genomfördes på populationer som häckar i fågelholkar. Det är omstritt i hur stor utsträckning data som insamlats på detta sätt kan överföras på fåglar som häckar i naturliga hålor. Medan vissa av de resultat som fåtts på detta sätt säkerligen är oberoende av häckningshålets art, torde häckningsframgången i fågelholkarna ligga högre än i de naturliga hålorna.

#### Lek och parbildning
Liksom de flesta småfåglar når blåmesar könsmognad redan före slutet av det första levnadsåret. Å ena sidan berättas att honor som stammar från sena häckningar redan vid 10 månaders ålder lägger sina första ägg, å andra sidan häckar åtminstone i sådana undersökningsområden omkring 30 procent av ettåringarna inte. 
Redan från mitten av januari börjar revirbeteendet med upplösningen av de blandade vinterflockarna, och vissa hanar tränger redan bort potentiella konkurrenter från den närmare omgivningen av en av dem ledsagad hona. Hanens revirsång, som inleds vid denna tid, riktar sig inte endast till konkurrenter, utan även till partnern. Vissa av honorna, som vid partnervalet i allmänhet är de mer aktiva, är oparade ända in i mars, och väntar med att välja en partner ända fram till häckningens egentliga början. Genom det gemensamma försvaret av häckningsreviret, där ibland revirsång hörs även från honan, tilltar parbindningens intensitet. 
Den nästföljande ritualen "hålvisning" är påfallande och tjänar till vidare förstärkning av parbindningen och den sexuella stimuleringen. En praktisk betydelse har denna ritual förmodligen inte, då honan vi denna tidpunkt redan uppehåller sig under längre tid i reviret och likaså känner till häckningshålet. Annorlunda förhåller det sig förmodligen med den lekutfodring som uppträder i en senare fas, och vars intensitet ibland kan vara mycket hög. Det kan antas att detta inte endast tjänar parbindningen och övervinningen av distansen mellan individerna, utan även har stor betydelse för honans energitillförsel, då energibehovet vid tiden för äggbildningen är den högsta i honans livscykel. 
Några dagar innan det första ägget läggs inleds parningen. Partnerna närmar sig då varandra med dallrande vingar. Hållningen är inte olik den hos en hotfull blåmes. Kropp och stjärt är vågräta och handpennorna lätt utspärrade. Förmodligen för att lugna varandra yttrar fåglarna lågmälda kontaktläten. Vid den egentliga kopulationen flyger hanen upp på honans rygg och tillbringar några få sekunder där, utan att hålla sig fast vid nacken. Efter att de skilts åt puffar honan upp sig och utför putsningsrörelser. Hanen kan ge ifrån sig en kort strof av revirsången. Kopulationerna kan upprepas flera gånger, men då utan det ritualiserade närmandet. Under äggläggningen och även under början av ruvningen sker ytterligare kopulationer.  
Tidigare utgick man ifrån att de flesta mes-arterna levde i årsvis monogami. Men genetisk undersökning visar att 20 procent av hanarna var polygama och att 35 procent av honorna levde i sådana partnerskap. Dessutom skedde även kopulationer utanför partnerskapen. Trots den revirhållande hanens bevakning av honan var omkring 6 procent av boungarna avlade med en annan än den revirhållande partnern. I inget fall härstammade dock alla ungar i en kull från en främmande partner.
Blåmes är en av de fågelarter där det har observerats att homosexualitet förekommer.

#### Boplats och bobygge
Blåmesar bygger - som alla mesar - i jämförelse med andra hålhäckare jämförelsevis ståtliga bon, lägger avsevärd tid på bobygget och nöjer sig inte med rengöring eller stoppning. Vid valet av håla är blåmesarna rätt flexibla, men använder nästan uteslutande redan befintliga hålor. Endast i mycket sällsynta fall utvidgas hål som uppkommit genom röta. Förutom denna typ av hålor, som framför allt används, övertas även hackspettshål oförändrade. Det har inte kunnat visas att någon bestämd trädart föredras, fastän detta ofta framställs så i litteraturen, men i de undersökningar som hittills gjort i detta ämne jämfördes inte de valda hålorna utförligt med utbudet i en bestämd miljö.

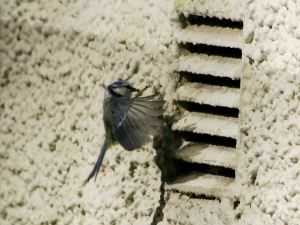
I brist på trädhål kan andra håligheter utnyttjas

En typisk blåmeshåla ligger högre på trädet, har en mindre inflygningsöppning och är mindre på insidan än andra mesars hålor. Detta förklaras med konkurrens mellan arter, särskilt talgoxe. Det finns dock ett överlappningsområde mellan arterna i fråga om de hålor som används, även med "icke-mesar" som svartvit flugsnappare, nötväcka, stare och pilfink.  Mycket sällan förekommer bon i hål i marken. Det finns även enstaka berättelser om byggande eller användning av fristående bon från andra arter. 

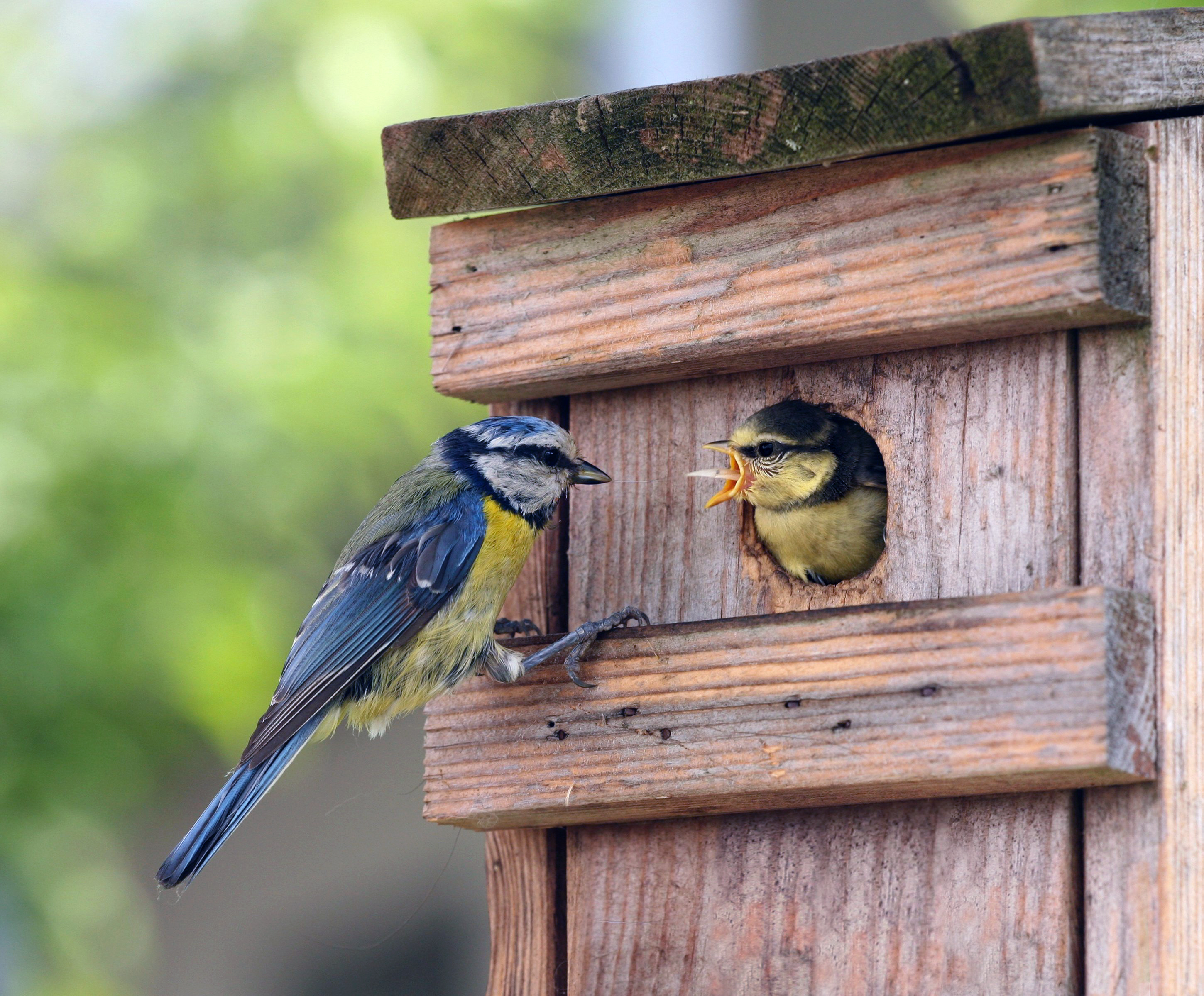
Utfodring vid fågelholk

I miljöer som påverkats starkt av människor häckar många blåmesar i konstgjorda fågelholkar. Preferensen i fråga om fågelholkar är analog med den rörande naturliga hålor. Sådana med en inflygningsöppning på 26 till 28 millimeters diameter föredras, vilka utesluter huvudkonkurrenten talgoxen. Inte så ofta som talgoxar, men ändå regelbundet, använder blåmesar även ovanliga platser i bebodda områden för att häcka, exempelvis sprickor i murverk eller fristående brevlådor. 
Endast honan bygger boet. Hon börjar med det yttre skiktet, för vilket framför allt mossa, men även karakteristiskt sönderbitna och knäckta enskilda grässtrån används. Om häckningshålet är större stiger tidsåtgången för denna fas. I mitten av den tredje dagen börjar honan dra in fodringsmaterial. Framför allt djurhår och fjädrar används. Bobygget varar olika länge och påverkas främst av de aktuella väderförhållandena. Den sammantagna byggtiden kan ligga mellan 2 dagar (vid ersättningshäckning) och 14 dagar. 
Under själva byggarbetet urskiljs olika tekniker. Under den första fasen överväger det så kallade "inskakandet", då honan som sitter i tråget stoppar och skjuter in det indragna bomaterialet mellan redan befintliga bobeståndsdelar med snabba näbbrörelser i sidled. Vid det anslutande finbygget av boet urskiljs tre tekniker: "Sparkandet", "stoppandet" och "ryckandet". Vid "sparkandet" försöker honan med sparkande rörelser flytta ut allt bomaterial ur tråget åt sidan. Vid det senare "stoppandet" grips bomaterial med näbben och stoppas under stora, långsamma rörelser åter in på ett annat ställe, varigenom materialet börjar bli till filt. Under kull- och ruvningsfasen uppträder "ryckandet", som hos blåmesen skiljer sig från stoppandet endast därigenom att materialet dras längre bortifrån och flyttas hit och dit i mindre utsträckning. För det egentliga bobygget är "ryckandet" knappast av betydelse, snarare är det en förelöpare till rörelseförloppet med vilket senare äggen täcks innan häckningshålet lämnas.

#### Kull
Blåmesens ägg är mycket lika andra små mesars och kan knappast skiljas från dessa med synen. De uppvisar en vit grundfärgning och en för mesar typisk spiralform, dessutom en slät, svagt glänsande yta. Vidare visar de ett oenhetligt mönster av ljusare eller mörkare rödaktiga till bruna punkter och fläckar, som ofta koncentrerar sig till den trubbiga polen. 
Äggens storlek tycks till avsevärd del vara avhängig respektive hona och genetiskt bestämd. Längden ligger ungefär mellan 14 och 18, bredden mellan 10,7 och 13,5 millimeter. Den geografiska variationen är inte liten. I motsats till talgoxen tilltar inte äggen storlek med höjden, utan avtar snarare, vilket torde kunna förklaras med blåmesens mindre anpassning till högre belägna miljöer. Nominatformens äggs massa varierar mellan 0,87 och 1,16 gram. Den sammantagna kullens vikt kan uppgå till en och en halv gång honans vikt. 
Äggläggningen börjar i Mellaneuropa ungefär vid mitten av april. Den viktigaste tidsgivaren är dagarnas längd. Därtill spelar miljöfaktorer och då särskilt temperaturen en roll. Nyare undersökningar tyder på att början på äggläggningen har förtidigats betydligt under de senaste årtiondena. Denna utsaga stöder sig på de jämförelsedata som sedan 1950-talet i någon mån upptagits standardiserat. Blåmesar utgör därmed goda bioindikatorer och deras förändrade beteende återspeglar den globala uppvärmningen.
Den genomsnittliga kullen ligger mellan 6 och 12 ägg. I extremfall har upp till 17 ägg räknats. Detta utgör det högsta värdet för förstahäckningen hos mes-arterna i västra Palearktis. Miljön tycks vara den avgörande faktorn för kullens storlek, vilket kan förklaras med skillnaden i tillgång på bytesdjur. De högsta antalen ägg påträffas i sommargröna ekskogar, medan mindre kullar uppträder i barrskogar och städsegröna lövskogar. De minsta har i Mellaneuropa fastställts i trädgårdar, parker och andra biotoper i bebodda områden. Detta förklaras framför allt med den höga andelen utländska träd och den därigenom förorsakade bristen på insekter. Förutom avhängigheten av levnadsmiljö hänger kullens storlek också samman med den geografiska breddgraden. I jämförbara habitat är kullarna i norr större än i söder. 
I de flesta miljöerna uppträder andrahäckningar endast i undantagsfall. I regel ligger frekvensen på under 10 procent. Även ersättningshäckningar är jämförelsevis sällsynta. Ett förstärkt uppträdande av andrahäckningar och ersättningshäckningar förekommer endast i bestämda miljöer och vid speciella väderleksbetingade konstellationer. Detta utgör en tydlig skillnad mot den i storlek jämförbara svartmesen. Hos denna är kullen mindre vid förstahäckningen och därför uppträder andrahäckningar väsentligt oftare. Att förstahäckningen för blåmeshonan innebär ett avsevärt uppbåd av energi visar sig även på det att avbrott i äggläggningen uppträder så ofta som i 37 procent av fallen, vilket utgör den högsta andelen bland hålhäckare.

#### Ruvning och kläckning
Liksom hos de andra besläktade mesarna utförs ruvningen uteslutande av honan. Hanen försvarar reviret och fortsätter lekutfodringen. Ruvningen börjar i regel efter att det sista ägget lagts och varar mellan 12 och 17 dagar. Extremvärdena har endast observerats vid enstaka tillfällen. Ruvning av större kullar tar något mer tid i anspråk.

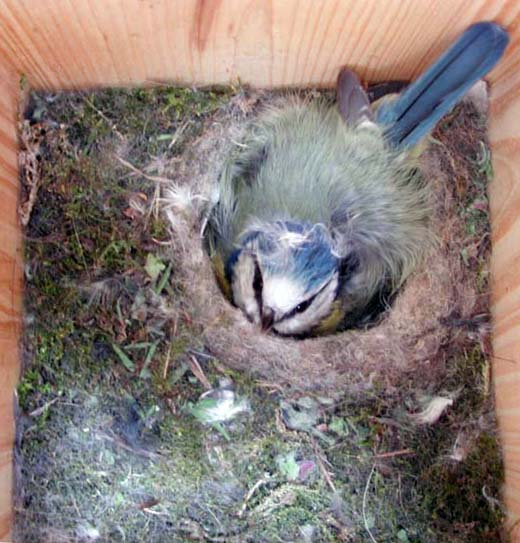
Ruvande hona

Under de sista ruvningsdagarna har som genomsnittlig uppehållstid på äggen fastställts 26 minuter, som växlar med en i genomsnitt tio minuter lång period utanför häckningshålet. Vid lägre temperaturer förlängs häckningsintervallet till förmån för uppehållet på äggen. 

Hos blåmesar är den hos tättingarter med stora kullar typiska asynkrona kläckningen särskilt tydligt utpräglad. I regel pågår kläckningen under två till tre dagar, och endast i sällsynta fall kläcks ungarna på samma dag. Detta förklaras bland annat med att honan, som redan före början av den egentliga ruvningen övernattar i hålan, värmer upp den relativt lilla luftvolymen. 
David Lack förmodade redan 1954, att den asynkrona kläckningen jämte kullens storlek tjänar till reglering av antalet avkomma motsvarande de aktuella näringsbetingelserna. Vid detta beteende, som beskrivs som "icke-aggressiv häckningsreduktion", utfodras i situationer med brist på föda inte längre de betydligt mindre yngre syskonen, vilket höjer överlevnadschanserna för de övriga ungarna. Denna förmodan har hos blåmesen i stor utsträckning kunnat bekräftas.

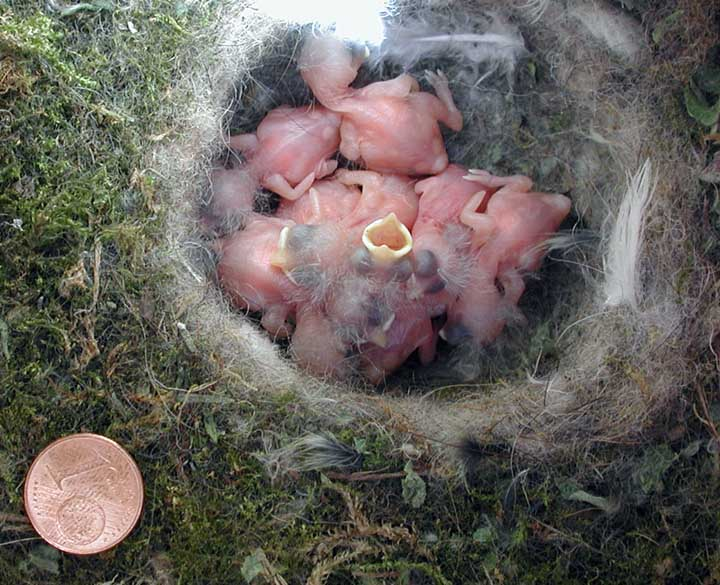
Några få dagar gamla ungar

I litteraturen anges att ungar kläcks ur 82 till 92 procent av äggen. De lägsta kläckningsandelarna har fastställts i stadsmiljöer. Nyare undersökningar antyder dock att kläckningsandelen påverkades negativt av själva de tidigare undersökningarna och att den faktiska kläckningsandelen är högre. Orsaker kan för det första vara en minimal skadegörelse på äggen som uppstår vid mätning av äggstorleken och kan leda till att ägget uttorkar. För det andra leder bevisligen även störningar i området kring boet till lägre kläckningsandelar.

#### Juvenilers utveckling
Efter att äggen kläckts stannar ungarna i boet och tas om hand av båda föräldrar. Angivelserna för ungarnas tid i boet ligger mellan 16 och 22 dagar. I inledningsfasen är honorna främst upptagna med att värma ungarna och hanarna utför den övervägande delen av utfodringen. Ofta är det inte hanarna själva som utfodrar ungarna, utan de överlämnar födan till den väntande honan. Ungefär från den åttonde dagen i boet är andelarna av utfodringen jämlikt fördelade mellan hanen och honan. Detta gäller dock inte för polygyna hanar, vars andel i denna fas endast ligger på 20 till 30 procent. I de observerade fallen kunde fastställas att sådana hanars häckningar var fördelade i tiden på så sätt att inledningsfaserna till boungetiderna inte överlappade varandra. 

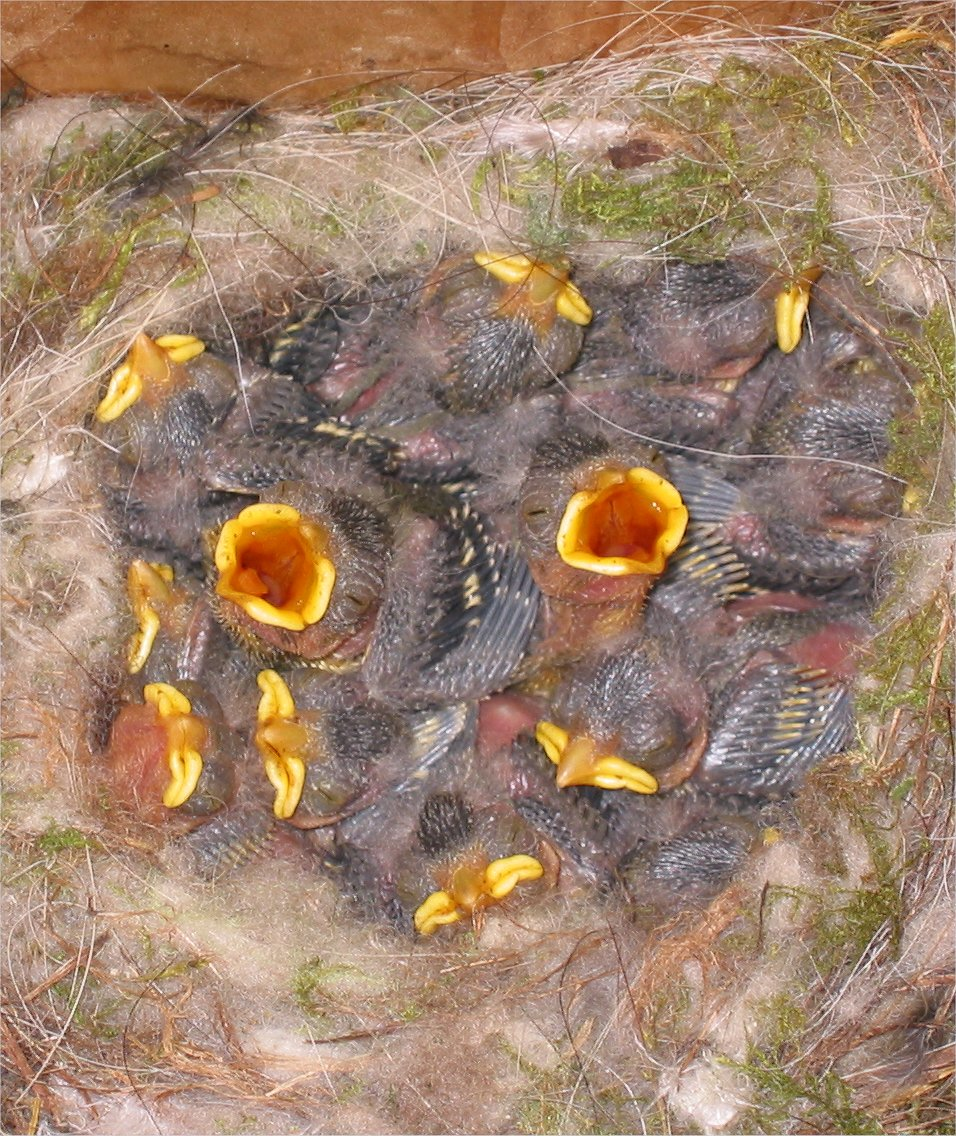
Tiggande boungar

Utfodringsfrekvensen uppvisar sitt maximum mellan den 11:e och den 15:e dagen. Den avfaller sedan lätt och förblir till utflygningen på en något lägre nivå. Kortfristiga förändringar i juvenilers näringsbehov regleras dock inte endast över utfodringsfrekvensen, utan även genom valet av olika byten.
Boungarnas viktökning är som tydligast mellan den femte och den tolfte boungedagen. Kort före utflygningen når de nästan adult vikt. Om blåmesarnas viktutveckling jämförs med sympatriskt levande svartmesar visar det sig att viktskillnaden för blåmesungar från en häckning tilltar med tiden istället för som hos svartmesen avtar. Dessutom kan svartmesungars vikt överstiga de adulta fåglarnas. 
Fjäderdräktens utveckling förlöper i motsats till viktökningen i stor utsträckning oberoende av miljöns inflytande. De första genombrytande fjäderspolarna är de på hand- och armpennorna, ungefär på den femte dagen. Utvecklingen av huvudfjädrarna varar längst. En stor del av fjädrarna är färdigutvecklade redan före utflygningen, men vingar och stjärtfjädrar växer ännu någon tid.
Äldre boungar klättrar ofta på hålans vägg till inflygningsöppningen och tar emot födan där. Därmed lär de sig redan känna igen hålans närmare omgivning, vilket exempelvis för deras senare habitatval torde vara av betydelse. Utflygningen tycks inte vara bunden till någon bestämd tid på dagen, men en tendens till förmiddagstimmarna observeras. De juvenila fåglarna flyger oftast ut ganska fort efter varandra, i riktning mot närbelägen tät växtlighet. Även utanför häckningshålan utfodras de juvenila fåglarna ytterligare. Det antas att dödligheten under det första avsnittet av livet är mycket hög, men sådana undersökningar är svåra eftersom självständiga juveniler oftast förflyttar sig bort från den omedelbara häckningsplatsen.

#### Häckningsframgång
Den största påverkan på häckningsframgången har vädrets inflytande. Det är anmärkningsvärt att förutom vinterns inbrott leder även temperaturer över genomsnittet till minskad häckningsframgång. Detta kan förklaras med att vid sådan väderlek de viktigaste bytesdjurens utveckling påskyndas betydligt och häckningsskeendets synkronisering blir störd, som blåmesarna från äggläggningen inte mer kan influera.
Den relativa häckningsframgången, andelen flygga juveniler i förhållande till kullens storlek, är som störst i ekskogar och ligger där över 80 procent. I rena barrskogar och städsegröna lövskogar är den som minst. I en granskog i Sydtyskland nåddes resultatet 31 procent. Miljöns påverkan är ännu tydligare vid skillnaden i absolut häckningsframgång, då även kullens storlek uppvisar ett sammanhang med habitatkvaliteten. Antalet flygga ungar som en enskild blåmes under loppet av sitt liv lyckas uppbringa skiljer sig mycket individuellt. Vid en utförlig studie i Belgien var det ett fåtal mycket framgångsrika blåmesar som lyckades föda upp 40 eller fler utflugna boungar. En majoritet av de ungar som kläcks lyckas dock aldrig själva genomföra framgångsrika häckningar, och enligt uppskattningar producerar 35 procent av de häckande fåglarna ingen avkomma.

### Föda och födosök
Blåmesens födobeteende liknar i princip det hos dess nära släktingar. Under häckningsperioden och särskilt under uppfödningen av ungarna dominerar animalisk näring, framför allt olika insekter och spindlar. På höst- och vinterhalvåret tilltar betydelsen av vegetabilisk föda. Vid födosöket är blåmesen skickligare än alla nära besläktade mesar. Den kan då klamra sig fast vid de yttersta bladen och grenarna, men hänger oftare upp och ned och använder fötterna som verktyg på många olika sätt. Den korta näbben är särskilt lämpad för att hamra och klyva samt dra fram små föremål.

#### De vuxna fåglarnas näringsspektrum

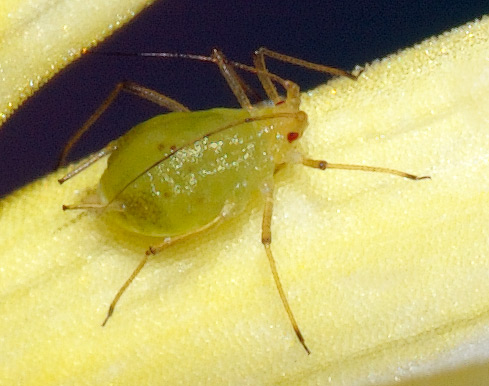
Bladlöss äts framför allt på hösten i större mängder

Under loppet av ett år utgör andelen animalisk föda sammantaget ungefär 80 procent av den sammantagna födan. Därvid överväger mycket små bytesdjur av under 2 millimeters längd. Förutom fjärilar och deras utvecklingsstadier är halvvingar, särskilt bladlöss, ett viktigt byte under hela året. Vidare finns i näringsprov mycket regelbundet olika företrädare för steklar och skalbaggar. Under en kort tidsrymd på senvintern spelar även larver från flugor och myggor en viktig roll. Förutom insekter äts regelbundet även spindlar. 
Inom den vegetabiliska födan spelar i bokskogar under vissa år rikligt förekommande bokollon huvudrollen och kan ha en avgörande påverkan gällande dödligheten under vintern. Annars används andra frösorter som ekollon och kastanjer, samt frön från olika löv,- och barrträd samt vissa örtväxter. På hösten bidrar olika bär och fruktsorter till att uppnå den högsta vikten fram till tidig vinter. På våren äter fåglarna ofta blad,- och blomknoppar, samt pollen och nektar. Hos vissa växter är blåmesarna till och med pollinerare, exempelvis av kejsarkrona. På senhösten besöker blåmesarna ofta lönnblommor, vilket torde tjäna de första stadierna av de talrika larverna av olika sågsteklar. Upprepade gånger har det observerats att blåmesar slickar sav från sprickor i träd samt från träd som nötts av hackspettar. 

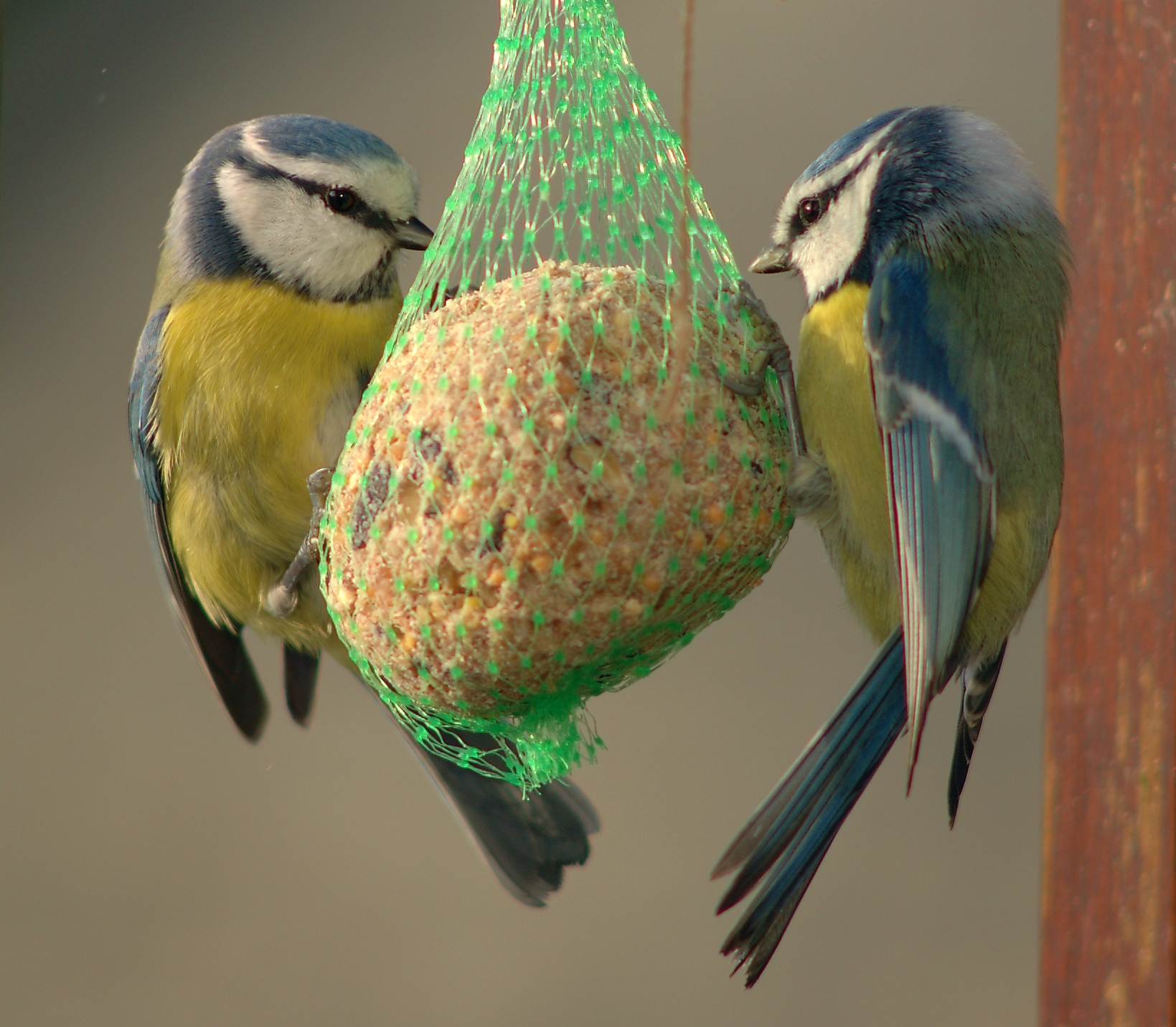
Blåmesar vid talgboll

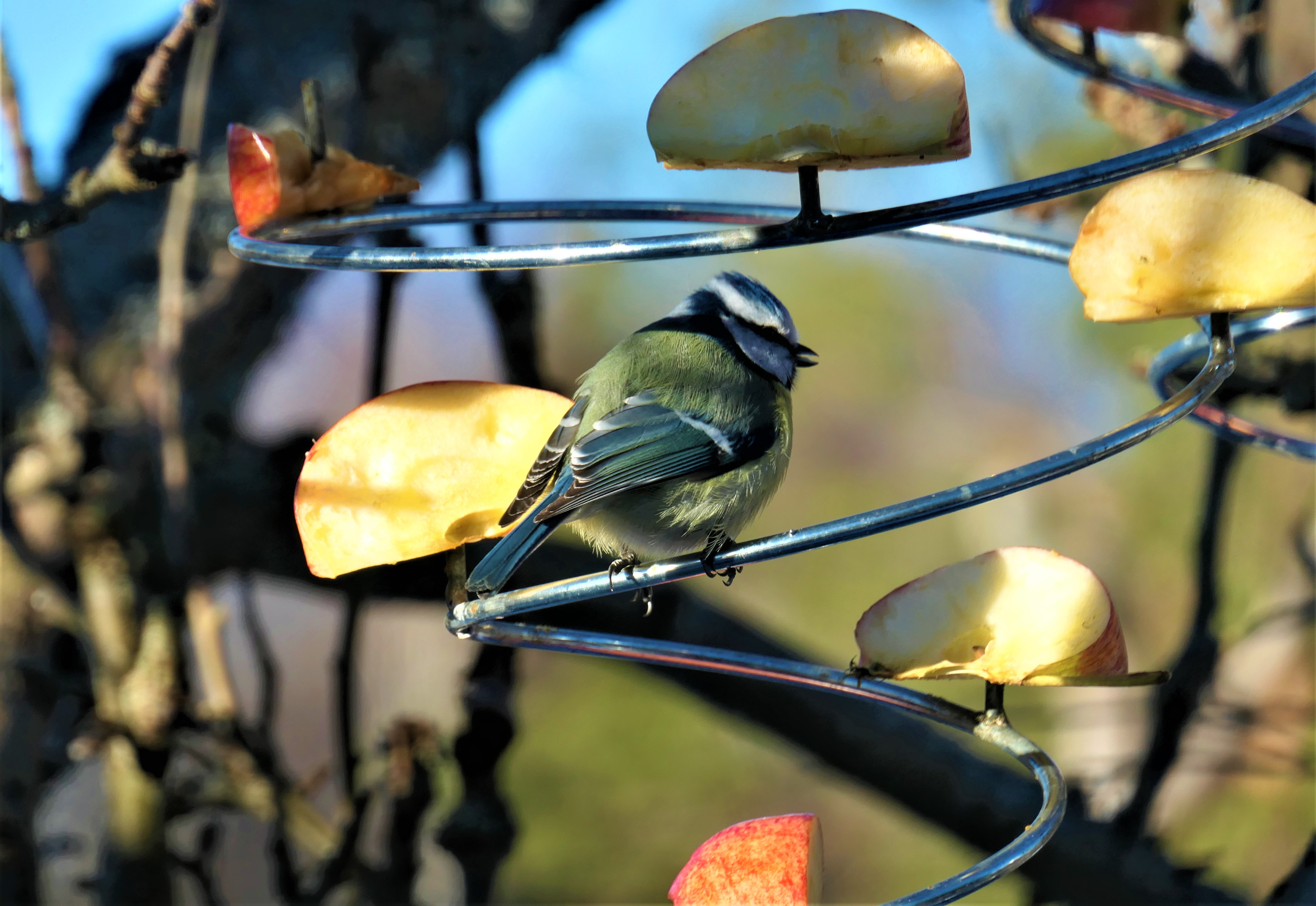
Utfodring med äppelklyftor

Under vinterhalvåret äter blåmesar i synnerhet vid konstgjorda utfodringsställen. Om sådana är tillgängliga under häckningssäsongen nyttjas de även då. Särskilt intresse väckte det öppnande av mjölkflaskor, som observerades i England i slutet av 1940-talet och på 1950-talet. Fåglarna hade lärt sig att öppna de stanniolförslutningar som var vanliga på flaskorna. Detta värderas idag som äkta beteendetradition och härstammar antagligen från utvecklingen av larver som är inrullade i blad. Den snabba spridningen av denna förmåga bland artfränderna kan härledas till de lär sig via observation. 
Näringsspektrat korrelerar med årstidsvisa och tillfälliga variationer i utbudet av föda. Adulta blåmesars engergibehov är avhängig av omgivningens temperatur. Via observation av fåglarnas förhållande till utomhusvoljärer har det fastställts att dagsbehovet under vintern är 45,2 kJ. I det vilda tros energiförbrukningen vara högre. De honor som producerar och ruvar ägg har under den aktuella perioden högst energiförbrukning.

#### Boungarnas föda
Den föda som boungarna utfodras med är mindre varierad än adulta fåglars föda. Fjärilar, i synnerhet fjärilslarver, utgör huvudbeståndsdelen. Tillgängligheten av dessa insekter varierar och utgör 45 till 91 procent av födan. Om det inte finns tillräckligt av detta utgör istället spindlar, steklar och skalbaggar en viktig roll. I miljöer var människor har haft stor inverkan kan upp till 15 procent av födan vara konstgjord under uppfödningen. Då utfodras ungarna inte bara med lämpliga födoämnen, utan även med föda som kan vara skadlig i längden, som exempelvis bröd eller pommes frites. Detta kan ha en skadlig inverkan till följd av avsaknaden av proteiner och vitaminer, 

#### Ekologisk nisch

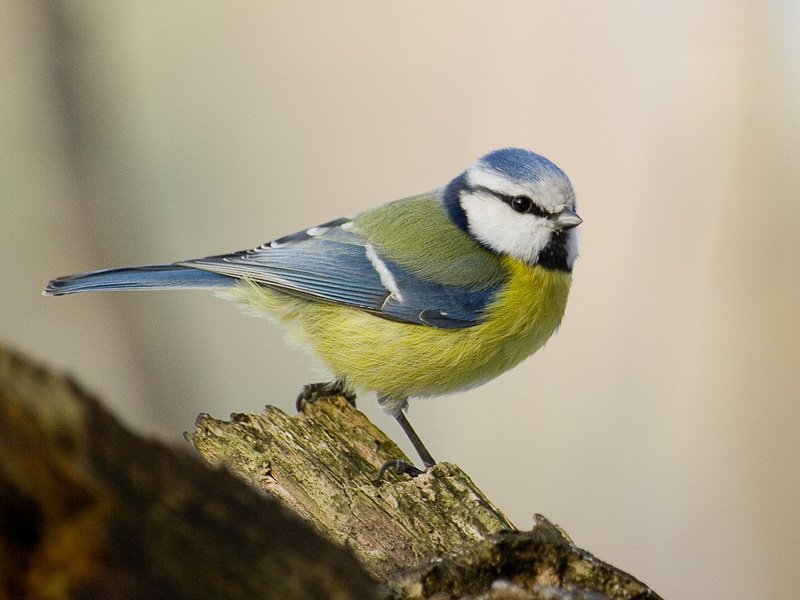
Blåmes i en vinterskog vid Gdynia

Bland träden spelar hela året ekarna en viktig roll för födosöket. Andra lövträd som till exempel alm och lönn undergår starkare variationer i betydelse över årstiderna. Inflytandet från andra arter på blåmesens habitatval har undersökts intensivt, då flera andra fågelarter förekommer syntopt i lövträden, det vill säga påträffas i samma biotop och har ett liknande födosätt. Den ringa kroppsmassan bestämmer därvid blåmesens ekologiska nisch, då den föredrar tunna grenar och kvistar, även högt upp i trädet. Preferensen för detta mikrohabitat torde ha uppstått under loppet av den gemensamma evolutionen med dess konkurrenter. Samtidigt är den kroppsliga anpassningen ändå så långt framskriden att en direkt konkurrens inte längre med nödvändighet behövs för att upprätthålla denna nischning. Blåmesen intar i lövträden en liknande ekologisk nisch som svartmes och kungsfågel i barrträden och tycks därigenom liksom dessa vara utsatta för en högre risk att bli byte för rovfåglar. Generellt är den artspecifika nischningen under sommarhalvåret tydligare utpräglad än på vintern. 
I ett experiment visades att även oerfarna blåmesar som uppfötts för hand föredrar lövträd framför barrträd. Beteendet verkar därmed vara medfött. Vid nyare undersökningar med unga mesar som uppvisar en felprägling på en atypisk miljö har dock visats att även erfarenhetsbetingade komponenter spelade en viktig roll vid habitatvalet. Därmed kan det också förklaras varför det i blandskogar tillfälligtvis påträffas blåmesar som intensivt söker efter byte i barrträd.

### Övrigt beteende

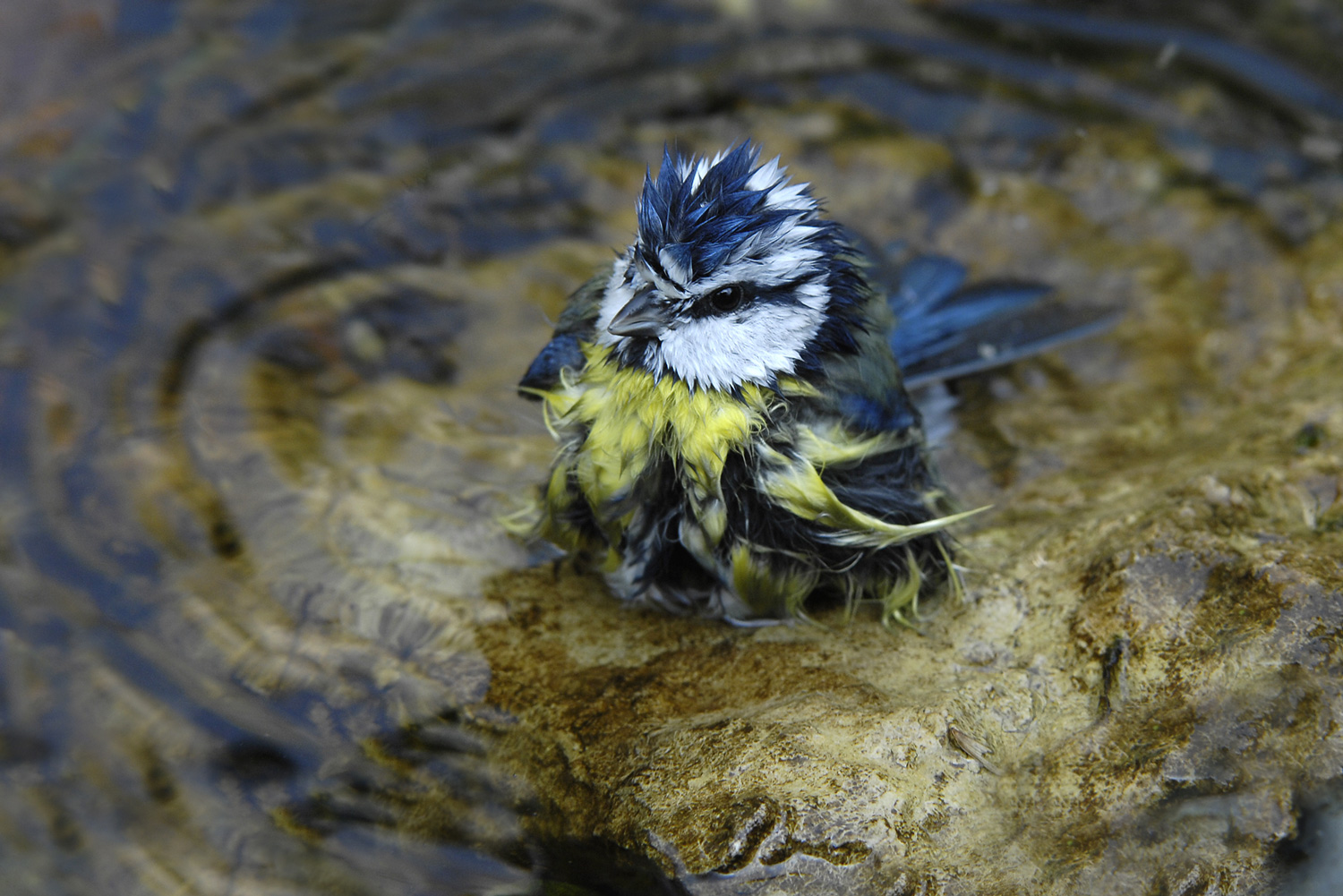
Badande blåmes

Blåmesar inleder dagen tidigare än talgoxar och förblir även längre aktiva på kvällen. Såväl under häckningssäsongen som på vintern tillbringar blåmesar större delen av sin tid med födosök. I midvinter är det ungefär 85 procent av den aktiva tiden.

### Vila och bekvämlighet
Blåmesar övernattar i regel ensamma, från sensommar till början av året i trädhålor, andra hålor och fågelholkar. På sommaren övernattar de förmodligen dessutom på grenar i det fria. Även vad gäller sovplatser är huvudkonkurrenten, som vid födosök, talgoxen. Den andel av tiden som används till skötsel av fjäderdräkten uppskattas till 6 procent av den sammantagna aktiviteten. Blåmesar badar ofta och intensivt. Förutom vattenbad kan även bad i snö observeras.

#### Rörelse
Blåmesar tillryggalägger oftast endast korta sträckor flygande, mellan träd eller från gren till gren. Vid flyg över längre distanser använder de om möjligt överflygning av fria ytor. Flykten är bågformig och relativt långsam. Blåmesen kan med sina korta, kraftiga tår fästa sig hängande vid grenar och blad mycket bättre än alla andra mesarter.

#### Socialt och antagonistiskt beteende

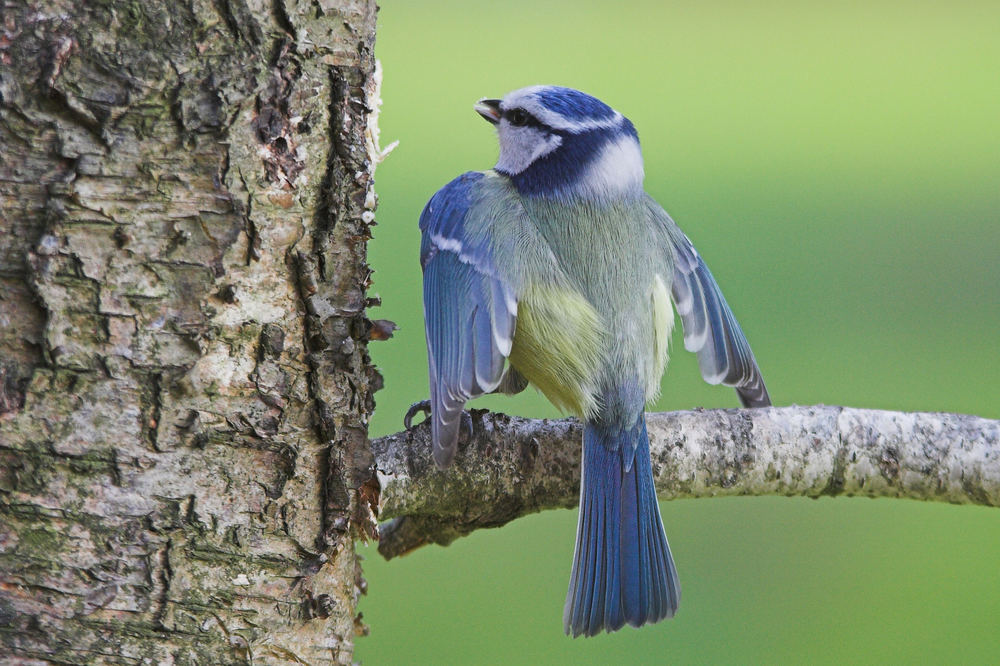
Blåmes i hothållning

Efter häckningssäsongen upplöses par- och familjeförbunden så småningom. På höst och vinter ansluter sig blåmesar till större, oftast blandade grupper, som förutom andra mesar även kan bestå av  nötväckor, trädkrypare eller kungsfåglar. Vid gynnsamma födokällor, i synnerhet vid foderstationer, kan det förekomma konflikter mellan arter. I detta sammanhang är blåmesen ofta dominant även gentemot större fåglar, i motsats till konflikter vid häckningshålor. 
Över huvud taget förfogar blåmesar över en mycket stor potential för aggression i förhållande till deras storlek. Bland blåmesarna finns en utpräglad hierarki, i vilken enskilda hanar dominerar.  
Rangpositionerna inses ögonblickligen av artfränder. Fåglar som är bofasta inom ett revir dominerar över inflyttade och genomresande.

### Dödsorsaker och förväntad livslängd
Förutom mortaliteten för boungar är särskilt de höga dödstalen under det första levnadsåret av stor betydelse. Endast ungefär en fjärdedel av de utflugna ungarna häckar följande år.

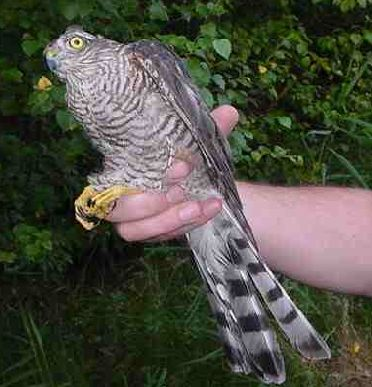
Sparvhöken (Accipiter nisus), blåmesens huvudfiende.

#### Predatorer
Trots den jämförelsevis skyddade häckningen i hålor spelar predation mot boungarna en inte obetydlig roll. I naturliga hålor är förlusterna betydligt större än i fågelholkar. Bland däggdjuren är särskilt arter ur familjen mårddjur av betydelse, framför allt arter av släktet Mustela  kan lokalt ha ett betydande inflytande. Bland fåglarna är större hackspett den mest betydande fienden vid boet. Den utvidgar inflygningshålet eller hackar sig på annat sätt en tillgång till potentiella häckningshålor och avsöker dessa målmedvetet efter ägg och ungar. Även tiggande ungar dras ut genom inflygningshålet.
Den viktigaste fienden till adulta blåmesar är sparvhöken. Andelen häckfåglar som dödas av den kan uppgå ungefär upp till 17 procent, men varierar mellan olika observationsår. Trots detta tydligt spårbara inflytande på häckningsframgången tycks betydelsen för blåmesarnas populationsdynamik vara ganska liten. I sitt beteende uppvisar blåmesar tydliga anpassningar till sin huvudfiende. Till exempel är varningslätet på grund den höga frekvensen knappt hörbart för sparvhöken och endast med stor svårighet lokaliserbart. Förutom sparvhöken kan även andra rovfåglar emellanåt ta blåmesar som byte, som tornfalk i stadsområden. Hotet från däggdjur är betydligt mindre för adulta blåmesar än för boungar, men boplundrare kan ofta ta även ruvande honor.

#### Andra dödsorsaker
Vädret spelar en viktig roll för boungarnas mortalitet, medan adulta fåglar däremot utstår perioder av dåligt väder under häckningstiden ganska bra. Under vinterhalvåret spelar dock väderleken, tillsammans med tillgång på föda, en betydande roll för dödligheten, då fågelns energibehov stiger mycket kraftigt under de kallare temperaturerna. 
Det fanns fram till 2004 inga tillförlitliga uppgifter om sjukdomars och parasiters inflytande på blåmesars dödlighet.
Däremot upptäcktes 1996 i England och Wales en sjukdom orsakad av bakterien Suttonella ornithocola som dödade många blåmesar. Ett liknande fall registrerades 2018 i tyska förbundslandet Nordrhein-Westfalen och under våren 2020 dog i hela Tyskland i loppet av tolv dagar 13 800 individer av samma sjukdom.

#### Förväntad livslängd
Endast få blåmesar blir äldre än två år. En kritisk livsfas med förhöjd mortalitet uppträder i Mellaneuropa åter från det sjunde levnadsåret, så att äldre fåglar utgör en sällsynthet där. Hos en intensivt undersökt population vid Braunschweig var de äldsta individerna något över 8 år gamla. På Brittiska öarna uppnår blåmesar en högre ålder, förmodligen på grund av den mindre dödligheten under vintern. De två "rekordhållarna" där var 11,4 och 12,3 år gamla.

## Blåmesen och människan

### Status och hot
Blåmesen är en talrik och vida spridd fågel med globalt sett en stabil population. Beståndet i världen uppskattas till mellan hela 62,8 och 100 miljoner vuxna individer. IUCN klassificerar den som livskraftig (LC).
Även i Sverige anses beståndet vara livskraftigt och det finns inga tecken på betydande populationsförändring. 2018 uppskattades det svenska beståndet till 774 000 par.
Sedan 1900-talet verkar det i Mellaneuropa som människans positiva och negativa inflytande på blåmesens livsmiljö ungefär upphäver varandra. Den mest markanta förändringen under det gångna århundradet var arealutvidgningen i Skandinavien. I Finland har beståndet sexdubblats sedan 1950-talet. Även i Danmark har populationen expanderat kraftigt på senare år. I Sverige har utbredningen expanderat kraftigt åt norr under de senaste decennierna. Blåmesbestånden varierar starkare än bestånden av talgoxe och tycks uppvisa en genomsnittlig cykel på fyra år. I Mellaneuropa är den större systerarten vanligare i de flesta miljöer, medan i Storbritannien en förskjutning av andelen till blåmesens fördel kan märkas.

### Blåmesen i kulturen
Blåmesen lever nära människan men förekommer trots detta inte speciellt utbrett i mytologi, folktro, sagor, som symbol eller i bildkonsten. Men den förekommer.
Redan i tidiga boktryck kan man finna blåmesen, men i bokmåleriet är den oftast endast ett inslag av blomsterutsmyckningarna. Ett berömt exempel är Koberger-bibeln, som kom till på 1400-talet. I första Mosebok kan en blåmes upptäckas i rankorna vid undre kanten.
I Christopher Grubbs Swenska Ordseder och Lärespråk från 1678 omnämns blåmesen i ordspråket: "När Meeshättan wil wärpa så stoort som Tranan, så rempnar hon bak." Meeshättan kan även vara en benämning på andra mesar.
Inom konsthantverk är den vanligare, exempelvis i form av porslinsfigurer, prydnadstallrikar och smycken. Förmodligen på grund av fågelns attraktiva färger förekommer den ofta som utsmyckning av alldagliga bruksföremål. Ett specifikt sådant fall är frimärken.
I Sverige är den symbolen för stödet till demenssjuka och deras anhöriga. Den började användas som symbol för detta ändamål under Radiohjälpskampanjen 1994 och fungerade då som Demensförbundets och Alzheimerföreningens gemensamma insamlingssymbol.
Den samtida berlinske konstnären Wolfgang Müller ägnar en stor del av sitt skapande åt blåmesen. Dit räknas även utställningen "Blue Tit", som anordnades tillsammans med Nan Goldin.
Det finska landskapet Satakunda har blåmesen som landskapsfågel.

### Namn
Både det svenska trivialnamnet och det vetenskapliga namnet hänvisar till fjäderdräktens blå grundfärg, där "caeruleus" är det latinska ordet för "blå". Namnen på andra språk innehåller också ofta denna hänvisning till fågelns färg, exempelvis tyska Blaumeise, engelska blue tit och franska mésange bleue. I vissa språk hänvisar istället namnet till fågelns läte, exempelvis i italienskan, där blåmesen benämns cinciarella. Det nederländska namnet pimpelmees syftar däremot på ätbeteendet, då blåmesen vid födosöket ofta hänger från grenspetsar. Sättet att bearbeta födan med näbben återspeglas i spanskan, där blåmesen kallas herrerillo común, där herrerillo betyder "liten smed".
I Bullaren i norra Bohuslän kallades den förr för "blindmes" - förmodligen för att den ser ut att bära glasögon..

### Forskningshistoria
För mer än 400 år sedan beskrev Conrad Gesner i sin Historia animalium blåmesen och avgränsade den från andra arter, särskilt från stjärtmesen. Den beskrevs och systematiserades sedan av Linné i hans Systema naturae 1758, som Parus caeruleus.
År 1853 ägnades den första utgåvan av Journal für Ornithologie blåmesen med ett bidrag om dess oologi. Under denna tid genomfördes omfattande undersökningar kring de mest olika frågor om blåmesens biologi. En särskild tyngdpunkt bildade arbeten om växelförhållandena mellan kullstorlek, habitat och andra miljöfaktorer samt frågor om populationsdynamik. Från denna problemkrets följde vidare frågeställningar om reproduktion, häckningsframgång och därmed föräldrarnas hälsa. Under senare tid har framför allt Medelhavsområdet utvecklats till en sorts "utomhuslaboratorium" för detta intressekomplex.
Än idag är blåmesen ett gynnat forskningsobjekt, inte minst då dess häckningsbiologiska variabler i fågelholkar kan kontrolleras väl, och arten inte skyr närhet till människan. Med utgångspunkt i de många redan utförda undersökningarna kan specifika frågeställningar undersökas på ett framgångsrikt vis. På detta sätt har blåmesen blivit en modellorganism även för frågeställningar som går utöver själva arten och möjliggör mer allmänna kunskaper beträffande ekologi.